# Katanga, la guerre du cuivre
Pour plus de détails, voir Fiche technique et Distribution.
Katanga, la guerre du cuivre est un film documentaire belge réalisé par Thierry Michel et sorti en 2010.

## Synopsis
L'exploitation par les sociétés multinationales des ressources minières de la province du Katanga.

## Fiche technique
- Titre : Katanga, la guerre du cuivre[1]
- Réalisation : Thierry Michel
- Photographie : Michel Téchy
- Son : Jean-Luc Fichefet
- Montage : Marie-Hélène Quinton
- Musique : Marc Hérouet
- Production : Les Films de la Passerelle
- Distribution : Les Films du Paradoxe
- Pays :  Belgique
- Genre : documentaire
- Durée : 92 minutes
- Date de sortie : 19 novembre 2010[2]

## Sélection
- Festival international du film de São Paulo 2010[3]